# Russell Kulsrud
Russell M. Kulsrud (* 10. April 1928 in Lindsborg, Kansas) ist ein US-amerikanischer Physiker, der sich vor allem mit Plasmaphysik und dessen Anwendung in der Astrophysik beschäftigt.
Kulsrud studierte an der University of Maryland (Bachelor-Abschluss 1949) und der University of Chicago, wo er 1952 seinen Master-Abschluss machte und 1954 promoviert bei Subrahmanyan Chandrasekhar wurde (Effect of Magnetic Fields on Generation of Noise by Isotropic Turbulence). Ab 1954 war er im Projekt Matterhorn der Kernfusion mit magnetischem Einschluss an der Princeton University und im Anschluss am Plasma-Physik-Labor der Universität. 1964 wurde er dort Leiter der theoretischen Abteilung. 1966 ging er als Professor an die Yale University, kehrte aber schon 1967 an die Princeton University (als Professor für Astrophysikalische Wissenschaften) zurück, wo er 2004 emeritierte.
1993 erhielt er den James-Clerk-Maxwell-Preis für Plasmaphysik.

## Schriften
- Plasma Physics for Astrophysics. Princeton University Press, Princeton, N.J. 2004, ISBN 978-0-691-12073-7.